# Площадь Сахарова (Барнаул)
Пло́щадь Са́харова — одна из центральных площадей Барнаула.
Площадь расположена в Железнодорожном районе города между улицами Димитрова и Молодёжной при пересечении их с Социалистическим проспектом. Название дано в честь академика Андрея Сахарова.

## История
На территории, где сейчас находится площадь Сахарова, в 1940-е годы были возведены большие резервуары для хранения воды, замаскированные под холм. До 1960-х годов остальное пространство будущей площади представляло собой пустырь изрезанный оврагами и балками несмотря на то, что это был центр города. В 1966 году здесь был построен Дворец зрелищ и спорта (архитекторы Ю. И. Абрамова, Л. Р. Якушева, Г. Г. Протопопов) с искусственным льдом и зрительским залом на 5 тысяч мест. В 1973 году сооружено здание Алтайского краевого театра драмы (архитекторы Н. Куренной, А. Горшков, А. Лабуренко) с широкой парадной лестницей ведущей к площади Советов и проспекту Ленина.
К 250-летию Барнаула, которое широко отмечалось в 1980 году работы по благоустройству площади были завершены — вырублены кустарники, неровности выровнены и заасфальтированы, а напротив Дворца спорта, установлен памятный знак к «5-й зональной художественной выставке», сделанный из бетона и украшенный мозаикой. В 1985 году в южной части площади вступил в строй спорткомплекс «Обь».
В 1991 году к 70-летию со дня рождения А. Д. Сахарова площадь получила своё современное название.
В 2002 году на возвышенном места площади у бывших водных резервуаров создан детский парк развлечений «Барнаульская крепость», в котором, кроме прочих аттракционов, установлено 27-метровое колесо обозрения.
В 2007 году, в рамках подготовки к празднованию 70-летия Алтайского края, был реконструирован Алтайский краевой театр драмы, а также часть площади, напротив Дворца зрелищ и спорта.
Сегодня на площади проводятся праздники, народные гулянья, театрализованные представления, выставки, ярмарки, концерты, митинги и т. д. В зимнее время сооружается городок из снега и льда с подсветкой и устанавливается большая ёлка. На территории площади разбит сквер с газонами, клумбами, отдельно стоящими берёзами, яблонями, клёнами, елями, тополями и пешеходными дорожками.

## Галерея
- Скульптурная композиция «Аисты» в сквере возле площади.
- Детский парк развлечений «Барнаульская крепость» и колесо обозрения.
- Снежный городок на площади Сахарова.